# HD 106515
HD 106515 är en dubbelstjärna (och för närvarande en visuell trippelstjärna) belägen i den mellersta delen av stjärnbilden Jungfrun. Den har en skenbar magnitud av ca 7,99 och kräver åtminstone en stark handkikare för att kunna observeras. Baserat på parallaxmätning inom Hipparcosuppdraget enligt Gaia Data Release 2 på ca 29,3 mas, beräknas den befinna sig på ett avstånd på ca 111 ljusår (ca 34 parsek) från solen. Den rör sig bort från solen med en heliocentrisk radialhastighet på ca 21 km/s.

## Egenskaper
Primärstjärnan HD 106515 A är en orange till gul i stjärna huvudserien av spektralklass K0 V. Den har en massa som är ca 0,9 solmassor, en radie som är ca 0,9 solradier och har ca 1,23 gånger solens utstrålning av energi från dess fotosfär vid en effektiv temperatur av ca 5 400 K.
HD 106515 AB är en vid dubbelstjärna som först observerades av Jérôme de Lalande 1795. A- och B- stjärnorna är båda stjärnor i huvudserien av spektraltyp K. De två är gravitationsbundna och separerade med 310 AE. Omloppsbanans halva storaxel är 390 AE. Den tredje stjärnan i den visuella trippelstjärnan, BD − 06° 3533, är en fysiskt oberoende bakgrundsstjärna.

## Planetsystem
År 2011 upptäcktes en följeslagare, HD 106515 Ab, med hjälp av European Southern Observatory. Upptäckten gjordes med hjälp av mätningar av radialhastighet gjorda med CORALIE-spektrografen vid La Silla Observatory. Upptäckten bekräftades av ett separat team som använde Galileo National Telescope vid Roque de los Muchachos-observatoriet på ön La Palma på Kanarieöarna. Denna exoplanet har en massa av ≥9,08 Jupitermassor, en omloppsperiod av ca 3 630 dygn och en excentricitet av 0,572 ± 0,011.